# El Destape Web
El Destape Web (también conocido como El Destape) es un portal de noticias web argentino fundado por el periodista económico argentino Roberto Navarro, quien también es su director periodístico.
El diario basa sus artículos principalmente sobre política y economía, tanto a nivel nacional como internacional, aunque también a veces publica noticias relacionados con la farándula, el deporte, o la cultura general. Es propiedad de Talar Producciones S.A. y sus oficinas de redacción se localizan en la calle Cerrito 1164, de la Ciudad de Buenos Aires. Su nombre tiene sus orígenes y se basa en el programa de televisión homónimo, que Navarro condujo hasta 2017 en el canal C5N.
El portal también cuenta con su propia emisora de radio desde diciembre de 2019 y su propia señal de televisión desde agosto de 2023 en donde en estos reproducen la mayoría de los contenidos del portal.

## Características
El diario digital tiene una sección denominada "Editoriales", en la cual los escritores del portal escriben sus columnas periodísticas. A través de esta sección, Roberto Navarro también utilizaba su portal periodístico para promocionar sus programas, los cuales solían ser transmitidos por C5N, hasta su despido definitivo en 2017.
Tenía una línea editorial fuertemente opositora al gobierno de Mauricio Macri. Es crítico del rol de los medios de comunicación hegemónicos en el país y su influencia en parte de la sociedad. Desde el principio el portal sostiene una ideología que gira en torno al progresismo y la centro-izquierda de la política argentina, y a veces es abiertamente favorable a los movimientos gremiales.
El diario ha publicado datos sobre el escándalo de cuentas en Suiza de empresarios y banqueros que durante el año 2001 fugaron unos 18.000 millones de dólares al exterior.
En 2014, su fundador denunció que recibió amenazas por teléfono..Tales amenazas de muerte no fueron repudiadas ni por FOPEA ni por ADEPA.
En 2021, una investigación En julio de 2018, a partir de una investigación del periodista Juan Amorín de El Destape se dio inicio a una demanda penal hacia el partido Propuesta Republicana (PRO) del que la gobernadora es la presidenta en la provincia de Buenos Aires. El motivo de la misma es la aparición de "aportantes truchos" a la campaña de la que fueron candidatos Esteban Bullrich, Graciela Ocaña, Gladys González y Héctor "Toty" Flores. Muchas personas que eran parte de cooperativas sociales (Argentina Trabaja y Ellas Hacen) figuran como aportantes en efectivo a la campaña de Cambiemos en la provincia de Buenos Aires.

## El Destape sin Fin
Su ecosistema en los medios tradicionales empezó en diciembre de 2019 con la puesta al aire de El Destape Radio (concebida previamente como una Radio Nativa en streaming) en el 107.3 FM. En 2021 desembarco en la AM a partir de los dúplex que generaba la Güemes 1050. 1 año y medio después, adquirió legalmente LR1 (la licencia que manejo Radio El Mundo durante su trayectoria en el éter) con la que operan a través de la 1070 AM.
Desde el 4 de agosto de 2023, El Destape TV ya está disponible en el canal virtual 24.6 (CABA y AMBA) de la TDA y en el canal 20 (HD) de Telecentro.
El 11 de marzo de 2024, El Destape abre una nueva Era para continuar únicamente en la 1070 ya que la 107.3 tomara la Identidad de ReFM donde albergara nuevas propuestas en el Eter.

## Investigación sobre aportantes
En julio de 2018, a partir de una investigación del periodista Juan Amorín, se dio inicio a una demanda penal hacia el partido Propuesta Republicana (PRO) del que la gobernadora de la Provincia de Buenos Aires, María Eugenia Vidal, estaría implicada.

## ver también
- Infobae
- La Nación +
- Clarín
- Todo Noticias
- [1]